# Owen Johnson (Schriftsteller)

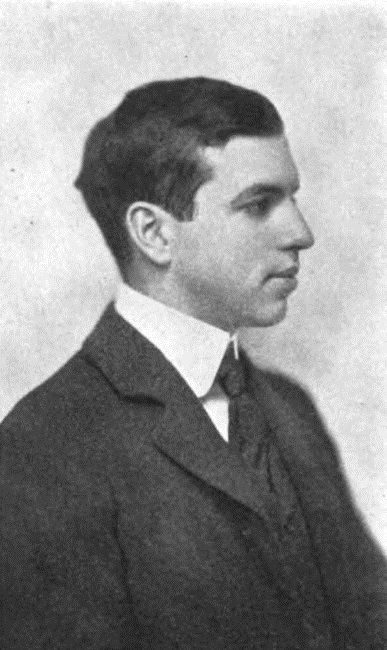
Owen Johnson

Owen McMahon Johnson (* 27. August 1878 in New York City; † 27. Januar 1952 in Vineyard Haven, Massachusetts) war ein US-amerikanischer Journalist und Schriftsteller.

## Leben
Owen Johnson war ein Sohn des Politikers Robert Underwood Johnson und dessen Ehefrau Katherine McMahon. Er besuchte die Lawrenceville School (Mercer County) und gründete dort die literarische Zeitschrift „Lawrenceville Literary Magazine“. Anschließend studierte er an der Yale University und konnte dieses Studium 1901 erfolgreich abschließen. Ab Anfang der 1900er-Jahre publizierte er regelmäßig.
Johnson heiratete Mary Gault Stockly und ging mit ihr für einige Zeit nach Paris. Zurück in den USA ließ er sich mit seiner Ehefrau wieder in New York nieder. Dort starb sie 1910 und bald darauf heiratete er in zweiter Ehe die Schauspielerin Esther Ellen Cobb. 1909 wurde er in das National Institute of Arts and Letters gewählt.
Ebenfalls 1909 veröffentlichte er den ersten von fünf Romanen, die sogenannten Lawrenceville Storys, in denen er semiautobiografisch das Aufwachsen des Jungen Dink Stover und seiner Freunde an der Lawrenceville School schildert. Die Werke waren so beliebt, dass noch Jahrzehnte später mit dem Kinofilm Wilde Jahre in Lawrenceville (The Happy Years, 1950, Regie: William A. Wellman, Hauptrolle: Dean Stockwell) und der Fernseh-Miniserie The Lawrenceville Stories (1987/1989, Hauptrolle: Zach Galligan) Adaptionen gab. Daneben schrieb Johnson auch einige Kriminalromane.
Zu Beginn des Ersten Weltkriegs ging er als Kriegsberichterstatter für die New York Times und die Zeitschrift Collier’s wieder nach Europa. 1917 wurde seine Ehe mit E. E. Cobb geschieden und Johnson heiratete in dritter Ehe Cecile Denise de la Garde, die aber bereits im darauffolgenden Jahr verstarb. 1919 heiratete er Catherine Sayre Barton, die bereits 1921 verstarb. In fünfter Ehe verehelichte sich Johnson Gertrude B. Le Boutillier. Aus diesen fünf Ehen hatte Johnson insgesamt fünf Kinder.
Nach Kriegsende ließ sich Johnson erneut in New York nieder. Dort arbeitete er als Journalist und versuchte an seine früheren literarischen Erfolge wieder anzuknüpfen. 1923 ging er nach Stockbridge (Massachusetts) und lebte dort bis Ende 1947. Dann ließ er sich in Vineyard Haven nieder und blieb dort bis an sein Lebensende. Er starb am 27. Januar 1952 in Vineyard Haven und fand dort auch seine letzte Ruhestätte.

## Werke (Auswahl)
Erzählungen
- Murder in any degree. 1913.

Kriminalromane
- Max Fargus. 1906.
- The sixtyfirst second. 1913.